# Ukrajina Super-Liha 2013-2014
La Ukrajina Super-Liha 2013-2014 fu la 23ª edizione del massimo campionato ucraino di pallacanestro maschile.
Il titolo andò, per il secondo anno consecutivo, al Budivelnyk Kiev che nella finale al meglio delle 5 partite superò per tre vittorie a una il Chimik Južnyj, squadra vincitrice della Regular season.

## Regolamento
Le 14 squadre partecipanti disputarono un girone unico all'italiana, con partite d'andata e ritorno. Al termine della stagione regolare, le prime otto classificate vennero ammesse ai play-off per il titolo.
Non furono previste retrocessioni.

## Regular season
|  |     | Classifica stagione regolare 2013-2014 | %    | G  | V  | P  | PF   | PS   | Dif  |
|  | --- | -------------------------------------- | ---- | -- | -- | -- | ---- | ---- | ---- |
|  | 1.  | Chimik Južnyj                          | 88.5 | 26 | 23 | 3  | 2144 | 1762 | +382 |
|  | 2.  | Budivelnyk Kiev                        | 73.1 | 26 | 19 | 7  | 2253 | 1951 | +302 |
|  | 3.  | Azovmash Mariupol'                     | 69.2 | 26 | 18 | 8  | 1983 | 1844 | +139 |
|  | 4.  | BK Donetsk                             | 65.4 | 26 | 17 | 9  | 2064 | 1995 | +69  |
|  | 5.  | Ferro-ZNTU Zaporižžja                  | 65.4 | 26 | 17 | 9  | 1974 | 1973 | +1   |
|  | 6.  | BK Odessa                              | 57.7 | 26 | 15 | 11 | 2051 | 2065 | -14  |
|  | 7.  | MBK Mykolaïv                           | 50.0 | 26 | 13 | 13 | 2019 | 1985 | +34  |
|  | 8.  | BK Kiev                                | 46.2 | 26 | 12 | 14 | 1966 | 2003 | -37  |
|  | 9.  | Politekhnika-Halychyna Lviv            | 46.2 | 26 | 12 | 14 | 2001 | 2027 | -26  |
|  | 10. | Hoverla Ivano-Frankivsk                | 42.3 | 26 | 11 | 15 | 1921 | 2013 | -92  |
|  | 11. | Čerkasy Mavpy                          | 38.5 | 26 | 10 | 16 | 2066 | 2096 | -30  |
|  | 12. | Dnipro Dnipropetrovsk                  | 23.1 | 26 | 6  | 20 | 1768 | 1987 | -219 |
|  | 13. | Kryvbasbasket                          | 19.2 | 26 | 5  | 21 | 1876 | 2152 | -276 |
|  | 14. | Dnipro-Azot                            | 15.4 | 26 | 4  | 22 | 1830 | 2063 | -233 |

## Playoffs

### Tabellone
|  | Quarti di finale | Quarti di finale | Quarti di finale |                 |                 | Semifinali      | Semifinali | Semifinali |                 |                 | Finale          | Finale          | Finale |  |
|  |                  |                  |                  |                 |                 |                 |            |            |                 |                 |                 |                 |        |  |
|  | 1                | Chimik Južnyj    | 2                |                 |                 |                 |            |            |                 |                 |                 |                 |        |  |
|  | 1                | Chimik Južnyj    | 2                |                 |                 |                 |            |            |                 |                 |                 |                 |        |  |
|  | 8                | B.K. Kiev        | 0                |                 |                 |                 |            |            |                 |                 |                 |                 |        |  |
|  | 8                | B.K. Kiev        | 0                |                 | Chimik Južnyj   | Chimik Južnyj   | 3          |            |                 |                 |                 |                 |        |  |
|  |                  |                  |                  |                 | Chimik Južnyj   | Chimik Južnyj   | 3          |            |                 |                 |                 |                 |        |  |
|  |                  |                  | Donec'k          | Donec'k         | 0               |                 |            |            |                 |                 |                 |                 |        |  |
|  | 4                | Donec'k          | Donec'k          | Donec'k         | 0               | 2               |            |            |                 |                 |                 |                 |        |  |
|  | 4                | Donec'k          |                  |                 |                 |                 |            |            |                 |                 |                 |                 |        |  |
|  | 5                | Zaporižžja       | 0                |                 |                 |                 |            |            |                 |                 |                 |                 |        |  |
|  | 5                | Zaporižžja       | 0                |                 | Chimik Južnyj   | Chimik Južnyj   | 1          |            |                 |                 |                 |                 |        |  |
|  |                  |                  |                  |                 |                 |                 |            |            |                 |                 |                 |                 |        |  |
|  |                  |                  | Budivelnyk Kiev  | Budivelnyk Kiev | 3               |                 |            |            |                 |                 |                 |                 |        |  |
|  | 2                | Budivelnyk Kiev  | Budivelnyk Kiev  | Budivelnyk Kiev | 3               | 2               |            |            |                 |                 |                 |                 |        |  |
|  | 2                | Budivelnyk Kiev  |                  |                 |                 | 2               |            |            |                 |                 |                 |                 |        |  |
|  | 7                | MBK Mykolaïv     | 0                |                 |                 |                 |            |            |                 |                 |                 |                 |        |  |
|  | 7                | MBK Mykolaïv     | 0                |                 | Budivelnyk Kiev | Budivelnyk Kiev | 3          |            |                 | Finale 3º posto | Finale 3º posto | Finale 3º posto |        |  |
|  |                  |                  |                  |                 | Budivelnyk Kiev | Budivelnyk Kiev | 3          |            |                 |                 |                 |                 |        |  |
|  |                  |                  | Azov. Mariupol'  | Azov. Mariupol' | 1               |                 |            |            |                 |                 |                 |                 |        |  |
|  | 3                | Azov. Mariupol'  | Azov. Mariupol'  | Azov. Mariupol' | 1               | 2               |            |            | Azov. Mariupol' | Azov. Mariupol' | 3               |                 |        |  |
|  | 3                | Azov. Mariupol'  |                  |                 |                 |                 |            |            | Azov. Mariupol' | Azov. Mariupol' | 3               |                 |        |  |
|  | 6                | Odessa           | 1                |                 |                 | Donec'k         | Donec'k    | 0          |                 |                 |                 |                 |        |  |

### Quarti di finale
| Squadra 1          | Totale | Squadra 2             | Gara 1 | Gara 2 | Gara 3 |
| ------------------ | ------ | --------------------- | ------ | ------ | ------ |
| Chimik Južnyj      | 2 - 0  | BK Kiev               | 84-55  | 65-61  |        |
| BK Donetsk         | 2 - 0  | Ferro-ZNTU Zaporižžja | 92-75  | 77-65  |        |
| Budivelnyk Kiev    | 2 - 0  | MBK Mykolaïv          | 92-69  | 90-68  |        |
| Azovmash Mariupol' | 2 - 0  | BK Odessa             | 74-52  | 67-44  |        |

### Semifinali
| Squadra 1       | Totale | Squadra 2          | Gara 1 | Gara 2 | Gara 3 | Gara 4 | Gara 5 |
| --------------- | ------ | ------------------ | ------ | ------ | ------ | ------ | ------ |
| Chimik Južnyj   | 3 - 0  | BK Donetsk         | 78-67  | 91-60  | 91-79  |        |        |
| Budivelnyk Kiev | 3 - 1  | Azovmash Mariupol' | 76-43  | 75-63  | 73-91  | 92-81  |        |

### Finale 3º/4º posto
| Squadra 1          | Totale | Squadra 2  | Gara 1 | Gara 2 | Gara 3 | Gara 4 | Gara 5 |
| ------------------ | ------ | ---------- | ------ | ------ | ------ | ------ | ------ |
| Azovmash Mariupol' | 3 - 0  | BK Donetsk | 82-61  | 82-73  | 75-53  |        |        |

### Finale
| Squadra 1     | Totale | Squadra 2       | Gara 1 | Gara 2 | Gara 3 | Gara 4 | Gara 5 |
| ------------- | ------ | --------------- | ------ | ------ | ------ | ------ | ------ |
| Chimik Južnyj | 1 - 3  | Budivelnyk Kiev | 65-74  | 73-70  | 72-82  | 77-85  |        |

| Ukrajina Super-Liha 2013-2014 |
| ----------------------------- |
| Budivelnyk Kiev 9º titolo     |

## Squadra vincitrice
| N° | Naz.                   | Ruolo | Sportivo             |      | Alt. |  |
| -- | ---------------------- | ----- | -------------------- | ---- | ---- |  |
| 4  | Ucraina (bandiera)     | A     | Volodymyr Yegorov    | 1991 | 200  |  |
| 6  | Stati Uniti (bandiera) | G     | Blake Ahearn         | 1984 | 188  |  |
| 7  | Lituania (bandiera)    | C     | Darjuš Lavrinovič    | 1979 | 212  |  |
| 8  | Ucraina (bandiera)     | G     | Artur Drozdov        | 1980 | 199  |  |
| 9  | Lituania (bandiera)    | A     | Dainius Šalenga      | 1977 | 197  |  |
| 10 | Ucraina (bandiera)     | A     | Serhij Gorbenko      | 1985 | 202  |  |
| 11 | Ucraina (bandiera)     | G     | Aleksandr Nerush     | 1983 | 187  |  |
| 13 | Lettonia (bandiera)    | G     | Jānis Strēlnieks     | 1989 | 191  |  |
| 14 | Lituania (bandiera)    | C     | Michailas Anisimovas | 1984 | 214  |  |
| 15 | Ucraina (bandiera)     | G     | Andriy Lebedintsev   | 1991 | 184  |  |
| 17 | Ucraina (bandiera)     | A     | Aleksandr Tishchenko | 1989 | 205  |  |
| 20 | Ucraina (bandiera)     | C     | Kostiantyn Anikienko | 1992 | 218  |  |
| 24 | Stati Uniti (bandiera) | G     | Ricky Minard         | 1982 | 196  |  |
| 35 | Stati Uniti (bandiera) | A     | DaJuan Summers       | 1988 | 203  |  |
|    | Lettonia (bandiera)    | All.  | Ainārs Bagatskis     |      |      |  |